# 本庄警察署
本庄警察署（ほんじょうけいさつしょ）は、埼玉県本庄市にある、埼玉県警察が管轄する警察署の一つ。

## 所在地
- 埼玉県本庄市本庄4丁目2番7号

## 歴史
- 1883年（明治16年） - 擬洋風建築の建物が竣工（旧本庄警察署）。この建物は1935年（昭和10年）まで使用された。

## 管轄区域
- 本庄市のうち
  - 旧本庄市
- 児玉郡上里町

## 交番
- 本庄駅前交番 （本庄市銀座3丁目6番14号）
- 本庄駅南交番 （本庄市見福2丁目3番11号）
- 上里交番 （児玉郡上里町大字神保原町267番地42）

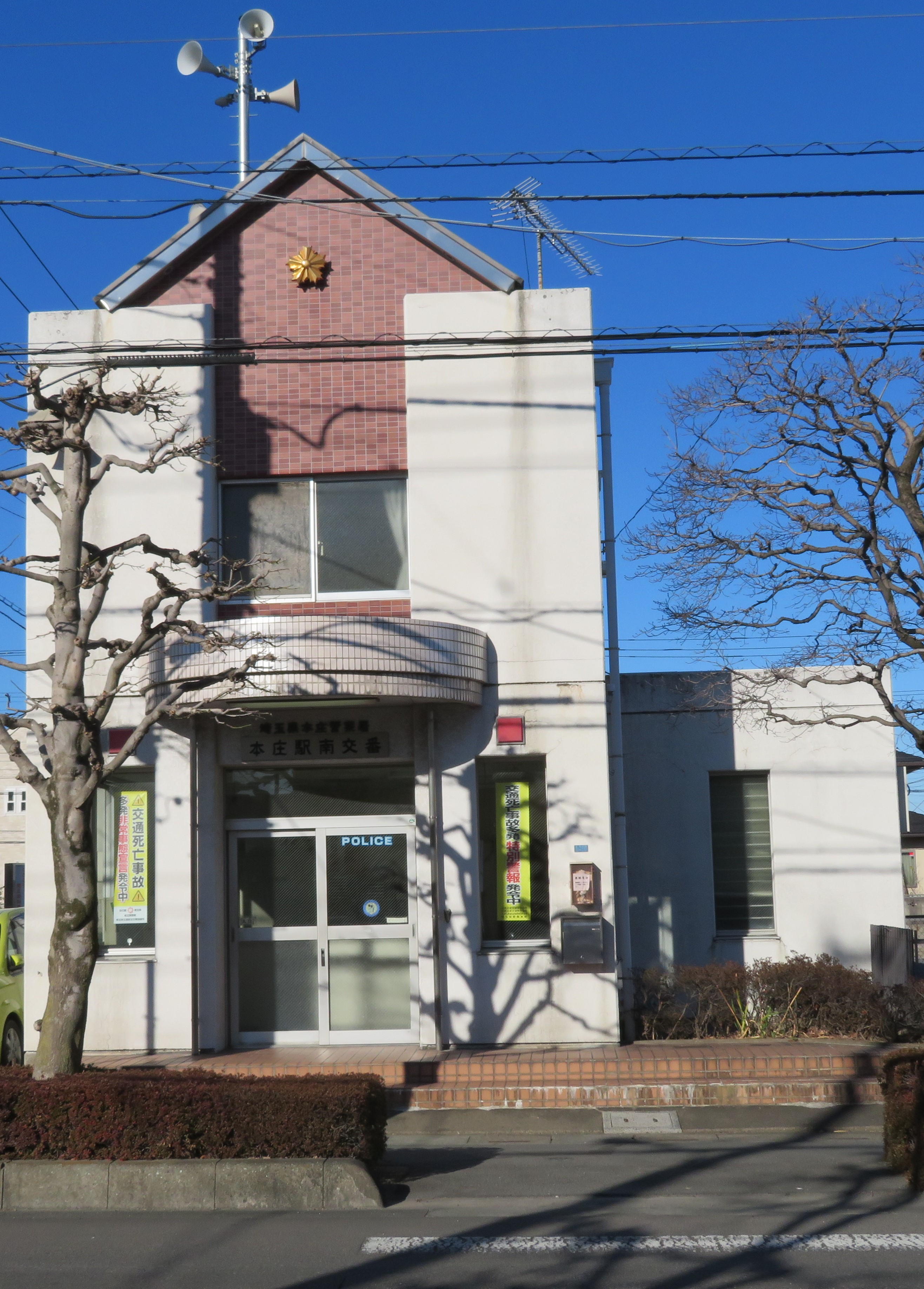
本庄駅南交番

## 駐在所
- 藤田駐在所 （本庄市大字牧西1130番地）
- 沼和田駐在所 （本庄市大字沼和田798番地の8）
- 北泉駐在所 （本庄市大字北堀字西浦1871番地6）